# Baccano!
Baccano! (яп. バッカーノ!) — серія новел, манґа та аніме-серіал. Перша новела була представлена на дев'ятому конкурсі Dengeki Novel Prize у 2002 році, де отримала Золотий Приз. Почала виходити у лютому 2003 року і станом на 20 червня 2011 року налічує 16 томів.
Аніме-адаптація, зрежисована Оморі Такахіро і виготовлена студіями Brain's Base та Aniplex, складається із 16 серій. Перші 13 серій транслювались у Японії на каналі WOWOW з 26 липня до 1 листопада 2007 року, а три фінальні вийшли на DVD (8 дисків виходили з 24 жовтня 2007 до 28 травня 2008 року).
У журналі Dengeki Comic Gao! видавництва MediaWorks з 27 грудня 2006 до 27 лютого 2008 року вийшли два томи манґа-адаптації.
Також були створені дві радіопостановки та відеогра для платформи Nintendo DS.

## Сюжет
Сюжет описує з багатьох точок зору події, які здебільшого відбуваються у Сполучених Штатах Америки в період заборони виготовлення та продажу спиртних напоїв. Він фокусується на різних людях, в тому числі алхіміках, злодіях, бандитах, мафіозі, які не пов'язані один з одним, на перший погляд. Після відтворення еліксиру безсмертя у 1930 році на Манхеттені герої починають перетинати один одному шлях, покладаючи початок новим подіям, історія все більше закручується і виходить з-під контролю.
На борту корабля Advenna Avis в 1711 році, група алхіміків викликає демона в надії отримати вічне життя. Демон дає еліксир безсмертя і відтепер єдиний метод припинити життя для них — це «пожирати» один одного. Демон повідомляє формулу еліксиру Аваро Майзі — людині, яка його викликала. Більшість з алхіміків вирішують, що ніхто інший не повинен стати безсмертним, і тільки Квотс Сцілард виступає проти цього. Наступної ночі, алхіміки починають зникати, їх пожирає Сцілард. Усвідомлюючи загрозу, яка виникає, коли алхіміки залишаються разом, вони розсіюються по всьому світу.
У Нью-Йорку в листопаді 1930 року, Сціларду вдається відтворити еліксир, але його одразу ж викрадає молодий бандит Джинуардо Даллас. Еліксир постійно переміщається по місту через багатьох людей, але всі вони не розуміють, що це таке. Сцілард робить Далласа та його людей «частково безсмертними» (тобто їх рани заживають, але вони не захищені від старіння) для повернення еліксиру. Тим не менше, брати Ґандори, Проченцо Фіро, сім'я Мартілло, ексцентричні злодії Айзек та Мірія випадково споживають справжній еліксир. Фіро закохується в Енніс — гомункула Сціларда. Після того як вона зраджує Сціларда, розповідаючи Фіро як пожирати безсмертних, Фіро використовує ці знання, щоб знищити Сціларда. Кіт, Берґа та Лак Ґандори заливають цементом бочку із Джинуардо і кидають її на дно річки Гудзон, щоб помститись за смерть людей із їхньої банди.
В кінці 1931 року, дві мафіозні сім'ї — Ґандори і Рунората — борються за контроль над однією областю. У спробі вирішити ситуацію, Лак Ґандор запрошує в Нью-Йорк свого зведеного брата легендарного вбивцю Стенфілда Клера. Клер погоджується і виїжджає на трансконтинентальному потязі «Тигр, що крадеться», де він працює кондуктором. Поїзд захоплюють банди Руссо і привидів. Між ними починається битва. Тим часом, Сплот Джакузі, Холістоун Ніс та їх банда намагаються захистити пасажирів, а Клер починає грати роль Чорного Залізничника — монстра, який їсть пасажирів поїзда і вбиває більшу частину бандитів. Потяг прибуває на початку 1932 року. Сестра Джинуардо Далласа Єва вступає в протиріччя з Лаком, який досі обурений смертями, викликаними Далласом, і вона виявляється втягнутою в боротьбу за сфери впливу. Лак таємно каже Єві, де шукати Далласа, і з допомогою Клер закінчує боротьбу між Ґандорами та Рунората.

## Персонажі

### Daily Days
Президент — голова інформаційної компанії Daily Days. Його вік і вигляд невідомі через велику гору паперів на столі, але голос він має молодий. Хоча на нього працює багато людей, які збирають інформацію, президент, здається, знає про ситуацію, перш ніж вони повідомляють йому, і часто знає більше за них.
Герман Густав — віце-президент Daily Days. Зі своєю помічницею маленькою дівчинкою Керол в першу чергу цікавиться історією безсмертних.
Сейю президента — Наямі Сьо.
Сейю Густава (яп. ギュスターヴ・サンジェルマン) — Вакамото Норіо.
Сейю Керол (яп. キャロル) — Сайто Тіва.

### Діан Айзек і Харвент Мірія
Пара ексцентричних закохних злодіїв. Крали годинники, щоб вкрасти у людей час; двері, щоб ніхто не міг зайти у будівлю. При скоєнні злочинів носять різні костюми та маски. Мірія щиро вірить і підтримує все, про що каже Айзек, імітує його рухи та вимову, хоча насправді часто не розуміє, що він говорить. Пара своєю поведінкою привертає увагу всіх оточуючих. Вони стають безсмертними в 1930 році після того, як прийняли еліксир, вважаючи, що це пляшка з алкоголем. Варто зазначити, що Айзек та Мірія жодного разу не задумувались про те, що вони безсмертні аж до 2001 року.
Сейю Айзека (яп. アイザック・ディアン) — Оносака Масая.
Сейю Мірії (яп. ミリア・ハーヴェント) — Аокі Саяка.

### Сім'я Ґандор
Невелика сім'я мафії, яка живе у Малій Італії на Манхеттені. Керують нею три брати — Кіт, Берґа і Лак.
Кіт — найстарший брат, виступає боссом і покровителем сім'ї; дотримується старомодних мафіозних ідей і бажає, щоб йому прислужували, тим не менше, він єдиний, хто підходить для мафіозі, вважає Клер.
Берга — другий в команді, відповідає за терор, який здійснюють Ґандори; описується як ідіот, який не вагаючись робить свою роботу, кажуть, що він міг би керувати Ґандорами, якби був розумніший.
Лак — наймолодший з трьох братів, але має рідкісні соціальні та математичні здібності, що дозволяє йому розробляти стратегії для сім'ї; завжди чемний, спокійний, зібраний, носить слабку посмішку, але в душі холодний та безжальний.
Джефферсон Чік — хлопець, вітчим якого продав його Ґандорам у 1925 році за борги. З дитинства вирізає різні речі двома ножницями, довжиною понад півметра, через що його дещо побоюються інші і єдиною, хто з ним спілкується є Марія.
Марія — мексиканський самурай, що користується двома катанами. Є однією з багатьох вбивць, найнятих Рунората, щоб вбити Клера. Але у неї нічого не вийшло, після чого Лак запросив Марію у сім'ю.
Сейю Берга (яп. ベルガ・ガンドール) — Міяке Кента.
Сейю Лака (яп. ラック・ガンドール) — Коясу Такехіто.
Сейю Чіка (яп. チック・ジェファーソン) — Ямаґуті Каппей.

### Даллас і Єва Джинуардо
Даллас — малий бандит, для якого збагачення понад усе. Після того як Айзек та Мірія вкрали нещастя сім'ї Джинуардо (забравши гроші та коштовні речі) Даллас зі своїми друзями починає красти і потрапляє у плани Сціларда, який робить його частково безсмертним, тобто таким, що і далі старіє. Ґандори зацементовують його у бочку і опускають на дно річки Гудзон, але Єва його витягає. Вона давно шукала брата, користуючись допомогою Daily Days.
Сейю Далласа (яп. ダラス・ジェノアード) — Імарока Ацусі.
Сейю Єви (яп. イブ・ジェノアード) — Іное Маріна.

### Безсмертні
Група людей, що досягли безсмертя, зупинили старіння і стали невразливими до травм, випивши еліксир у 1711 році.
Альбатросс Ельмер — людина, яка неприродно оптимістично до всього ставиться і завжди посміхається.
Гаротто Бегг — творець наркотиків для сім'ї Рунората, наркоман, потрапив у психлікарню.
Люм'єр Сильві — єдина пасажирка Advenna Avis, яка випила еліксир не одразу, а через кілька років, співачка.
Ніл — безсмертний, який з часом почав боятись смерті, але не тому, що може померти, а тому, що втратив багатьох друзів на війнах і бачив, як вони помирали.
Кватеш Сцілард — найзліший алхімік на кораблі, який майже одразу почав поглинати інших, єдиний, хто відгадав формулу еліксиру безсмертя.
Талбот Віктор — з 1930-х агент ФБР, ненавидить мафію, заарештовує Фіро і Х'ю.
Тоґо Денкуро — японський самурай, Ельмер його описує словом ніндзя.
Лафорет Х'ю — єдиний, хто утримався від голосування, коли алхіміки обирали, чи потрібно приховати рецепт еліксиру. Відноситься до всіх людей, як до експерименту, навіть до своїх дочок. «Людьми» вважає лише Ельмера Альбатросса (його найкращий друг) та Моніку Кампанеллу (кохана, яка загинула у 1710 році). Його дочка Шейн — це експеримент на тему перенесення безсмертя по спадковості; Ліза — експеримент з вирощення людини без власної свідомості. Мати дівчат — Рене Парамедес Бранвільє (безсмертна, вчителька алхімії, пізніше — експериментатор). Як і Сцілард, досяг успіху у створенні гомунукулів.
Мейєр Чеслав — хлопчик, що зазнавав постійних катувань від опікуна, який хотів визначити межу безсмертя, але Чеславу вдалося поглинути його і врятуватись. Через це у нього розвинулась параноя, яка зникла після розмови з Майзою у 1931 році. Потім Чеслав почав жити з Енніс, як молодший брат.
Сейю Ельмера (яп. エルマー・アルバトロス) — Оохата Сінтаро.
Сейю Сильвії (яп. シルヴィ・リュミエール) — Такаґакі Аяхі.
Сейю Сціларда (яп. セラード・クェーツ) — Арімото Кінрю.
Сейю Х'ю (яп. ヒューイ・ラフォレット) — Тіба Сусуму.
Сейю Чеслава (яп. チェスワフ・メイエル) — Канда Акемі.

### Банда Джакузі
Сплот Джакузі — вкрай сором'язливий і ввічливий лідер банди. Лякливий, часто починає плакати, але може стати винятково хоробрим, коли цього вимагає ситуація. Дуже довіряє людям і намагається не причиняти нікому зла. Носить на обличчі татуювання у вигляді меча.
Холістоун Ніс — експерт з вибухівки, втратила око і отримала багато рубців під час одного із своїх експериментів в дитинстві. Зустрічається з Джакузі протягом десяти років, але вперше він її поцілував на Тигрі, що крадеться.
Лафорет Шейн — донька Х'ю і відмінний боєць ножем. Німа, тому що в дитинстві попросила батька забрати в неї голос, щоб вона не видала його таємниць. На трансконтинентальному потязі Клер освідчується Шейн в коханні і пізніше вони одружуються.
Сейю Джакузі (яп. ジャグジー・スプロット) — Сакаґуті Дайсуке.
Сейю Ніс (яп. ニース・ホーリーストーン) — Кобаясі Ю.
Сейю Шейн (яп. シャーネ・ラフォレット) — Хірохасі Рьо.

### Сім'я Мартілло
Аваро Майза — бухгалтер сім'ї, алхімік, що викликав демона, тому знає формулу еліксиру безсмертя. Попри те, що є мафіозі, Майза не пропагує насилля, натомість постійно добродушно посміхається.
Проченцо Фіро — один з наймолодших членів сім'ї. Залишився сиротою в 10 років. У 1930 році випадково замість пляшки з алкоголем бере пляшку з еліксиром безсмертя. Після того, як він розподіляє вміст пляшки між усіма, вони стають безсмертними. У цьому ж році закохується в Енніс і пожирає Сціларда, рятуючи її і безсмертних.
Сукіарт Ронні — високопоставлений виконавець і секретар у родині Мартілло, незважаючи на свій молодий вік. Показаний як втілення демона, який у 1711 році дав алхімікам еліксир і список правил. Сам Ронні це приховує і заявляє, що він не демон.
Енніс — гомункул, створений Сцілардом, який використав свої клітини і клітини викраденої ним жінки. Попри те, що народилась без знань, з часом починає відчувати емоції.
Сейю Майзи (яп. マイザー・アヴァーロ) — Міямото Міцуру.
Сейю Фіро (яп. フィーロ・プロシェンツォ) — Йоміро Хіроюкі.
Сейю Ронні (яп. ロニー・スキアート) — Канна Нобутосі.
Сейю Енніс (яп. エニス) — Кобаясі Санае.

### Сім'я Руссо
Руссо Лад — вбивця-садист. Збуджується при думках про насильство настільки, що готовий танцювати в крові союзників. Великий майстер із застосування вогнепальної зброї і рукопашного бою, особливо боксу. Глибоко закоханий у Луа, яку пообіцяв особисто вбити після всіх інших.
Клейн Луа — наречена Лада, дуже хвилюється за нього.
Руссо Рікард — молода дівчина. Справжнє ім'я — Лідія, але її помилково сприйняли за хлопчика і назвали Рікард.
Спектер Ґрехем — механік, відданий Ладу настільки, що називає його старшим братом. Дуже балакучий, швидко говорить і часто суперечить сам собі. Завжди носить великий гайковий ключ і обожнює щось розбирати.
Сейю Лада (яп. ラッド・ルッソ) — Фудзівара Кейдзі.
Сейю Луа (яп. ルーア・クライン) — Ясуй Ері.
Сейю Ґрехема (яп. グラハム・スペクタ) — Суґіта Томокадзу.

### Стенфілд Клер
Легендарний вбивця на кличку Віно. В юному віці був прийнятий у сім'ю Ґандорів, як четвертий брат, але себе таким не вважає. Майже нездоланний в фізичному бою. Окрім роботи вбивцею, працює кондуктором на трансконтинентальному поїзді. Після захоплення поїзда бандами починає видавати себе за Чорного Залізничника — легендарного монстра, який вбиває людей. Після того, як зустрічає на даху потяга Шейн Лафорет, освідчується їй в коханні.
Сейю Клера (яп. クレア・スタンフィールド) — Моріта Масакадзу.